# مارسيلو توركواتو دي الفير
مارسيلو توركواتو دي الفير (بالإسبانية: Marcelo Torcuato de Alvear) (و. 1868 – 1942 م) هو محام، وسياسي من الأرجنتين ولد في بوينس آيرس.

## التعليم
تعلم في جامعة بوينس آيرس.

## روابط خارجية
- مارسيلو توركواتو دي الفير على موقع الموسوعة البريطانية (الإنجليزية)
- مارسيلو توركواتو دي الفير على موقع أوليمبيديا (الإنجليزية)